# 慶州西岳洞三層石塔

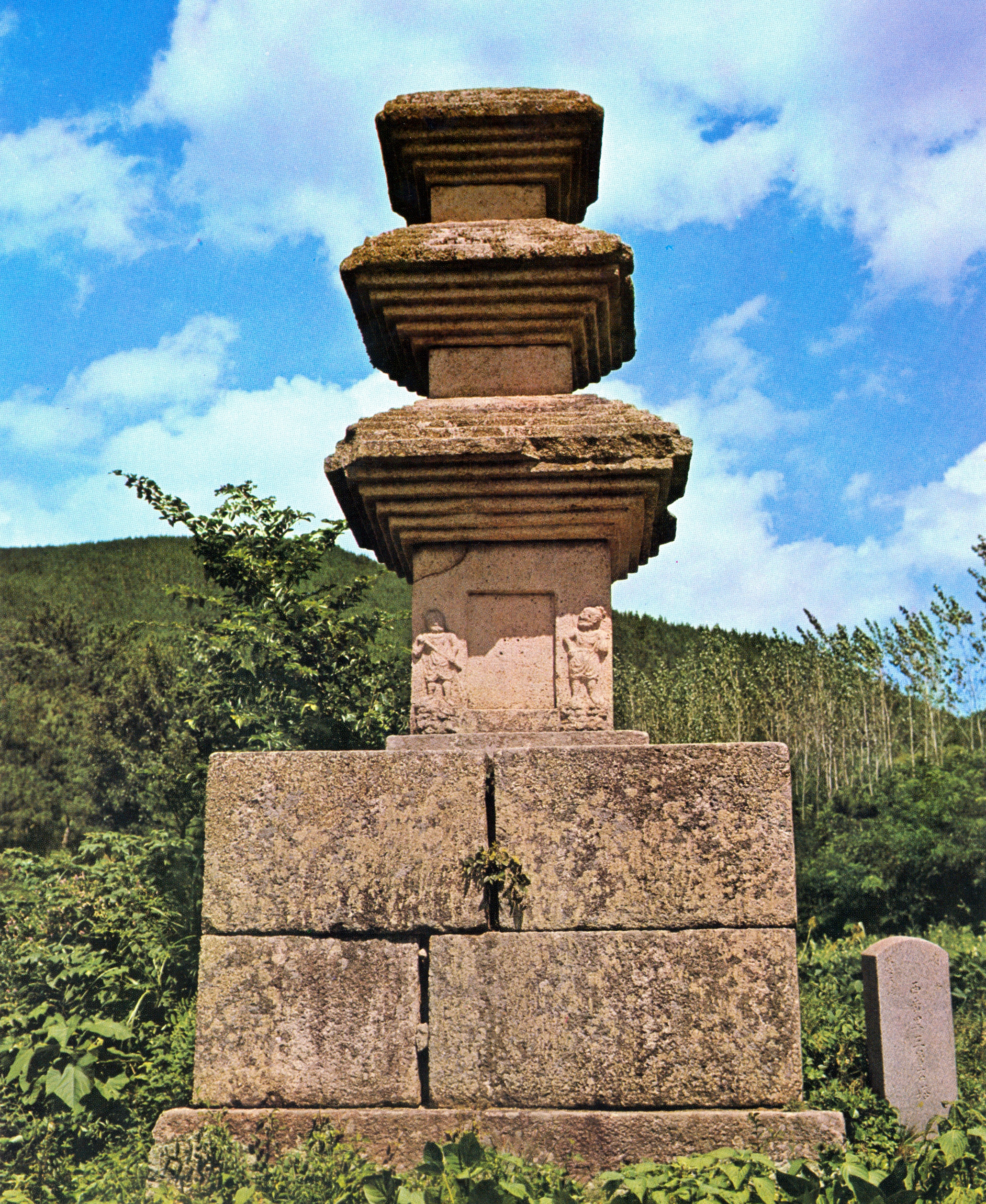
慶州西岳洞三層石塔

慶州西岳洞層石塔位於大韩民国庆尚北道慶州市西岳洞，為南北国时代新罗的三層石塔。於1963年1月21日指定為第65號大韓民國寶物。